# Nayeli Salvatori Bojalil
Nayeli Salvatori Bojalil ( Puebla, Puebla; 26 de agosto de 1985) es una política mexicana, miembro del antiguo Partido Encuentro Social. Fue diputada federal en el periodo de 2018 a 2021.

## Biografía
Nayeli Salvatori es licenciada en Ciencias de la Comunicación egresada de la Universidad Madero. Se ha dedicado al ejercicio de su profesión particularmente como locutora radiofónica.
Trabajó en medios masivos como TV Azteca, Televisa y Exa TV en sus estaciones en Puebla, asimismo fue columnista en el periódico El Popular.
Miembro del PES, fue consejera suplemente del partido ante el consejo general del Instituto Nacional Electoral. Fue postulada y electa diputada federal en representación del Distrito 10 de Puebla a la LXIV Legislatura  de 2018 a 2021.
En la Cámara de Diputados es secretaria de la comisión de Radio y Televisión, e integrante de las de Igualdad de Género y de Juventud y Diversidad Sexual.
El 3 de noviembre de 2018 causó notoriedad nacional pues ante la resolución de la Suprema Corte de Justicia de la Nación en la que declaraba inconstitucional la prohibición del uso lúdico de la marihuana, publicó en su cuenta de Twitter una invitación a fumar la misma cuando fue legalizada:

Cuando se legalice la marihuana están todos invitados a fumar en mi casa escuchando The Doors ¿quien se apunta?